# Ruta Estatal de Arizona 389
La Ruta Estatal de Arizona 389, y abreviada SR 389 (en inglés: Arizona State Route 389) es una carretera estatal estadounidense ubicada en el estado de Arizona. La carretera inicia en el oeste desde la SR 59  en Colorado City hacia el este en la US 89A     en Fredonia. La carretera tiene una longitud de 52,5 km (32.60 mi).

## Mantenimiento
Al igual que las autopistas interestatales, y las rutas federales y el resto de carreteras estatales, la Ruta Estatal de Arizona 389 es administrada y mantenida por el Departamento de Transporte de Arizona por sus siglas en inglés ADOT.